# Aleksandrijska katehetska škola
Katehetska škola u Aleksandriji bila je škola kršćanskih teologa i svećenika.

Učitelji i učenici škole (također poznati kao Didaskalia; latinski naziv Didascalia Apostolorum doslovno znači Podučavanje apostola) bili su utjecajni u mnogim ranim teološkim kontoverzama kršćanske Crkve. Bio je to jedan od dva glavna središta proučavanja biblijske egzegeze i teologije tijekom kasne antike, dok je druga bila katehetska škola u Antiohiji.

Prema sv. Jeronimu, aleksandrijsku školu je utemeljio sv. Marko apostol. Najstariji zabilježeni dekan, navodno je bio Atenagora (176.). Naslijedio ga je sv. Pantenije 181. godine, a njega je 190. godine, na mjestu dekana škole zamijenio njegov učenik Klement Aleksandrijski.

Svakako treba spomenuti i još neke važne teologe koji su bili povezani s katehetskom školom kao što su bili Origen, Grgur Taumaturgus, papa Heraklo, Dionizije Veliki i Didim Slijepi. Drugi, uključujući sv. Jeronima i Basilija Velikog, putovali su u školu kako bi uzajamno djelovali s tamošnjim znanstvenicima. Kontinuitet s drevnom školom održava "Koptsko pravoslavno teološko sjemenište" u Kairu.

## Početci
Katehetska škola u Aleksandriji je najstarija katehetska škola na svijetu. Sv. Jeronim bilježi da je upravo sv. Marko utemeljio kršćansku školu u Aleksandriji i na mjesto prvog dekana imenovao sv. Justija, koji će kasnije postati šesti aleksandrijski papa. Međutim, postoji i drugo mišljenje i to da je škola osnovana krajem drugog stoljeća, i to negdje oko 190. godine, što svakako ostaje stvar kontroverzi.
Pod vodstvom znanstvenika Pantaenija, aleksandrijska škola je postala važna institucija nauka vjere, gdje su učenike podučavali znanstvenici poput Atenagore, Klementa, Didima Slijepog i velikana Origena, koji se smatra ocem teologije i koji je također bio aktivan na području tumačenja kao i komparativnih biblijskih studija. Mnogi znanstvenici, poput sv. Jeronima, posjetili su aleksandrijsku školu kako bi razmijenili ideje te se izravno informirali od tamošnjih znanstvenika.

Međutim, opseg djelovanja ove škole nije bio ograničen samo na teološke predmete. Osim predmeta poput teologije, kršćanske filozofije i Biblije, predmetom predavanja su bili i znanost, matematika, grčka i rimska književnost, logika i umjetnost. Započeli su metodu komentiranja poznatu kao metoda pitanje - odgovor (u smislu propitivanje, rasprava - odgovor) odgovor, takođe poznatu kao "Sokratova metoda učenja", a 15 stoljeća prije Braillea, slijepi učenici su u školi koristili tehniku rezbarenja znakova u drvu pomoću kojih su naučili čitati i pisati.

## Aleksandrija prije katehetske škole
"Oko dva stoljeća prije Kristovog rođenja, te istog razdoblja nakon toga, Aleksandrija je bila veliko sjedište intelektualne kulture i dom grčke filozofije. To je bila spojna točka između tri kontinenta i postala je poprište bitke, gdje su religije Istoka bile suočene s filozofskim uvjerenjima Zapada, i gdje su oba bila predstavljena svojim najvještijim pobornicima."
"Priča o Aleksandriji započinje s Aleksandrom Velikim, nakon što je osvojio Egipat, poslao je Ptolemeju I. Soteru, poznatom i kao Ptolemej Lagus, da izgradi Aleksandriju, a ulice su bile zasnovane na Aristotelovom idealnom urbanističkom planu, izrađene su po principu pravokutne mreže i bile su orijentirane prema jugozapadu da bi osigurale zaklon od sjevernog vjetra a iskoristile zapadni povjetarac. Odmah uz Serapeum je bila locirana Aleksandrijska knjižnica (u nekim izvorima je pogrešno nazivana kao Kćerka Knjižnica jer je knjižnica pod tim imenom nastala kao zamjena Aleksandrijskoj knjižnici nakon što su je prvo, Gaj Julije Cezar 48. AD, a potom i Aurelijan 270. AD potpuno uništili), bila je otvorena za javnost, a prema pjesniku, Kalimahu je sadržavala 42.800 knjiga. 
U srcu klasičnog grada se nalazio Museion (klasični grčki: Μουσεῖον τῆς Ἀλεξάνδρειας, doslovno "Institut muza u Aleksandriji"), prva javna ustanova za istraživanje i Velika knjižnica, koja je sadržavala oko 700.000 svitaka. Museion i knjižnica nisu bili otvoreni za javnost već su bili rezervirani za znanstvenike koji su se bavili istraživanjima filologije, matematičkih znanosti i astrologije. Euklid je utemeljio i školu matematike u četvrtom stoljeću prije Krista. Prvi direktor knjižnice Eratosten je uisto bio i prva osoba koja je izračunala opseg Zemlje, a njegovi izračuni odstupaju od suvremenih izračuna za manje od dva posto."

## Katehetska škola
Osnovna svrha škole bila je da opskrbljuje znanjem branitelje kršćanske vjere, ali nije postigla svjetsku slavu sve dok Pantenije nije postao njezin učitelj. On je bio rodom iz Sicilije, a prije preobaćenja u kršćanstvo bio je stoički filozof. Vjeruje se da ga je preobratio jedan od učenika sv. Marka. Postao je dekanom katehetske škole oko 180. godine, te je odmah krenuo u reforme i uvođenje znatnih promjena koje su u velikoj mjeri pridonijele njezinoj budućoj slavi. Uglavnom to se odnosilo na ujedinjenje teologije i filozofije, na što je Klement, nasljednik Pantenija, sumnjičavo gledao. Pristalice Pantenija su gledali na tu filozofiju kao na "Božji dar", "Djelo Božanskog Proviđenja ", koje je bilo namijenjeno poganima kao što je Zakon bio namijenjen Židovima, odnosno sredstvo njihovog pročišćenja i pripreme za Evanđelje. Oni su smatrali da između objavljene religije i filozofije, tako shvaćenih i objašnjenih, ne može doći do antagonizma, nego, naprotiv, da potonji može biti podložan interesima prvog na različite načine : 

- (a) osposobljavanjem uma da razmišlja i zaključuje točno i tako se pripremi za viši studij teologije
- (b) dajući dokaze i ilustracije mnogih istina koje su zajedničke dvjema znanostima,
- (c) razvijanjem i ubacivanjem u znanstveni okvir svih relevantnih istina Otkrivenja.

Ovom sjedinjavanju su se suprotstavili "Pozitivni učitelji" Zapadne crkve na čelu s Tertulijanom.

Pantenijev nasljednik, Tito Flavije Klement je imenovan ne poziciju dekana 192. godine, i njegovim 
predavanjima je prisustvovao velik broj pogana.  Započeo je s onim istinama koje su se mogle demonstrirati iz filozofije, u cilju da svoje slušaoce postepeno dovede do stupnja da prihvate kršćansku vjeru.  Nije se ograničio samo na usmeno poučavanje, nego je pisao brojna djela za dobrobit svih onih koji nisu mogli prisustvovati njegovim predavanjima. 
202. godine je pobjegao u Palestinu zbog progona Septimija Severa, da bi se nakon četiri godine vratio.

"Prve velike figure Crkve u Egiptu bili su znanstvenici, a ne biskupi, ustvari to su prvenstveno bili upravitelji aleksandrijske katehetske škole: Tito Flavije Klement (150. - 215.) i Origen (185. - 251.). Obojica su imali dobro obrazovanje u grčkoj filozofiji i njihovo životno djelo je bila velika konsolidacija: uspjeli su pretvoriti kršćanstvo iz lokaliziranog kulta za najsiromašniju klasu u potpuno razvijenu religiju koja je bila u liniji s filozofijom i kozmologijom ".

## Kraj ove škole
Konstantinopolski koncil, sazvan 381. godine, malo nakon smrti sv. Atanazija, imao je dalekosežne učinke za Egipat: proklamirano je da je konstantinopolski biskup bio sljedeći do rimskog biskupa, te je na taj način podcijenjeno primaštvo Aleksandrije. Nemiri koji su uslijedili u Aleksandriji, bili su toliko nasilni da je uništena katehetska škola, koja je gotovo dva stoljeća bila stožer u intelektualnom životu grada.

## Origenovo djelo
Origen je poduzeo ovaj veliki posao kako bi opravdao Septuagintu prijevod Svetog pisma i Starog zavjeta s hebrejskog na grčki jezik. Izvorni se rukopis sačuvao u Cezareju, gdje su ga navodno 653. godine uništili Arapi prilikom 
zauzimanja grada. Origen je taj koji je, općenito gledano, bio otac biblijskog kriticizma, koji je proučavanju Bibliji prilazio s kritičkim promišljanjem, što je Aleksandrijsku katehetsku školu visoko pozicioniralo među školama koje su se bavile istražvanjima Biblije. Bio je prvi koji je jasno razlučio smisaone različitosti koje Sveto pismo može imati, tj. doslovnu, moralnu, mističnu te alegorijsku.
Origen je optužen da je u svome radu imao padova čineći razne pogreške:

- (a) Navodi se da je podučavao nejednakost između Oca i Sina, dakle pozivao se na tvrdnju koja je išla u prilog stajalištu Arijanaca.
- (b) Priznavajući stvaranje duha i materije, smatrao je da je to stvaranje moralo biti vječito stvaranje, jer inače, Bog ne bi trebao imati bilo što nad čime bi mogao provoditi Svoju moć iz vječnosti.
- (c) Smatrao je da je broj duhova koji je bio izvorno kreiran konačan i da su duše ljudi samo pali duhovi, osuđeni na tijela u svrhu pokore i čišćenja, stoga je Kristova duša također postojala u Njegovom tijelom.
- (d) Svaka kazna je prvenstveno korektivna, dosuđena da bi bića mogla postići svoj kraj, to je od njegova djela, stoga, paklene muke nisu vječne.

Sve ovo je navedeno u njegovom djelu "U Načelima", koje je napisao u svojim ranijim godinama života, ali je teško utvrditi do koje se mjere, ustvari, Origen toga i držao. Sv. Atanazije je rekao da je u djelu, "U Načelima", u 
kojemu je to uglavnom bilo zasnovano, kao i u drugim radovima Origena,  bilo mnogo interpolacija od strane drugih koji su 
željeli osigurati da njegovo ime ide u prilog njihovih mišljenja. "

## Aleksandrija sada
Aleksandrija, koja je nekad bila dom svjetskim čudima, kroz protakla stoljeća nastavila je padati i gubiti svoju gracioznost. Svaki novi vladar je gradio manje impozantnih građevina, a iste su građane na debelim naslagama zemlje koje su zatrpale drevni grad. Mnogo je izgubljeno. Nisu poznate točne lokacije drevnog Musaeona sa susjednim školama i Velikom knjižnicom, izvorne crkve sv. Marka i katehetske škole, niti su poznate lokacije groba Aleksandra Velikog, kao ni neke od drevnih ulica koje su opisivali toliki posjetitelji i putopisci onoga vremena. Od tamošnjih dvoje ulaznih vrata u grad, onih vrata Sunca, te onih Mjeseca nije čak preživio niti opis.
| Redni broj                                    | Dekan                                         | Ime latinski • grčki • arapski (mjesto rođenja)                                    | Vrijeme službe                                | Bilješke |
| Popis dekana katehetske škole iz Aleksandrije | Popis dekana katehetske škole iz Aleksandrije | Popis dekana katehetske škole iz Aleksandrije                                      | Popis dekana katehetske škole iz Aleksandrije | Popis dekana katehetske škole iz Aleksandrije |
| --------------------------------------------- | --------------------------------------------- | ---------------------------------------------------------------------------------- | --------------------------------------------- | --- |
| 1.                                            | Justije                                       | Iostos • Ιόστως • نطة Aleksandrija, Egipat                                         | 118. – 129.                                   | Prvi dekan katehetske škole u Aleksandriji, a izabran je za papu Aleksandrije 118. godine u vrijeme vladavine rimskog cara Hadrijana koji je progonio kršćane. |
| 2.                                            | Eumen                                         | Oumenios • Ευμένης • يومينس Aleksandrija, Egipat                                   | 129. – 141.                                   | dekan katehetske škole, a i zabran je za papu 129. godine u vrijeme dok je vladao rimski car Hadrijan koji je još uvijek progonio kršćane. |
| 3.                                            | Markijan                                      | Markianos • Μαρκιανός • مارقيان Aleksandrija, Egipat                               | 141. – 152.                                   | dekan katehetske škole u Aleksandriji, a izabran je za papu Aleksandrije 141. godine u vrijeme vladavine rimskog cara Antonina Pia koji je progonio kršćane. |
| 4.                                            | Pantenije                                     | Pantaenus • Πανταίνου • بانتاينوس ?                                                | 181. – 190.                                   | dekan katehetske škole u Aleksandriji koja je postigla svjetsku slavu kada je on postao njezin učitelj. Rodom je iz Sicilije, a prije preobaćenja u kršćanstvo bio je stoički filozof. Vjeruje se da ga je preobratio jedan od učenika sv. Marka |
| 5.                                            | Tito Flavije Klement                          | Titus Flavius Clemens • Τίτος Φλάβιος Κλέμενς • تيتوس فلافيوس كليمنس Atena, Grčka  | 190. – 202.                                   | dekan katehetske škole u Aleksandriji. Bio je Pentaenijev učenik, a papa Julijan ga je zaredio za svećenika prije 189. godina. |
| 6.                                            | Origen                                        | Origen • Ωριγένης • اوريجانوس Aleksandrija, Egipat                                 | 203. - ?.                                     | dekan katehetske škole. Bio je helenistički učenjak, asketa i ranokršćanski teolog koji je rođen i proveo prvu polovicu svoje karijere u Aleksandriji. |
| 7.                                            | Heraklo                                       | Heraclas • Ηρακλής • هرقلEgipat                                                    | ?. - 231.                                     | dekan katehetske škole u Aleksandriji. Izabran za papu Aleksandrije 232. godine. |
| 8.                                            | Dionizije                                     | Dionysius • Διονυσίου • ادنيس Aleksandrija, Egipat                                 | 231. – 247.                                   | dekan katehetske škole. Izabran za papu Aleksandrije 28. prosinca 248. godine |
| 9.                                            | Teognostije                                   | Theognostus • Θεόγνωστος • أنت تعرف Aleksandrija,Egipat                            | III. stoljeće                                 | dekan katehetske škole u Aleksandriji. |
| 10.                                           | Pijerije                                      | Pierius • Πιέριος • بييريوس Aleksandrija, Egipat                                   | vjerojatno pred kraj III. stoljeća            | dekan katehetske škole. |
| 11.                                           | Ahil                                          | Achillas • ακύλας • بييريوس Aleksandrija, Egipat                                   | IV. stoljeće                                  | dekan katehetske škole u Aleksandriji. Izabran za papu 24. prosinca 312. godine, nakon smrti pape Petra I. |
| 12.                                           | Petar I.                                      | Peter • Πέτρος • بيتر Aleksandrija,Egipat                                          | vjerojatno prije veljače 300. godine          | dekan katehetske škole u Aleksandriji. Izabran za papu Aleksandrije 8. veljače 300. godine. |
| 13.                                           | Serapion                                      | Serapion • Σεραπείου • سرابيون ?                                                   | IV. stoljeće                                  | dekan katehetske škole u Aleksandriji. |
| 14.                                           | Makarije                                      | Macaruis • Μακαρυις • في هناء ?                                                    | IV. stoljeće                                  | dekan katehetske škole. |
| 15.                                           | Didim Slijepi                                 | Didymus • Διδμυς • يعلمك ?                                                         | 340. – 391. godine                            | dekan katehetske škole u Aleksandriji. Bio je kršćanski teolog u aleksandrijskoj Crkvi, gdje je predavao oko pola stoljeća. |
| 16.                                           | Rodon                                         | Rodon • ῾Ροδον • في ?                                                              | V. stoljeće                                   | dekan katehetske škole. |
| 17.                                           | Samostan sv. Makarija Velikog                 | Wadi El Natrun, Egipat                                                             | od V. do XIX. stoljeća                        | katehetska škola u Aleksandriji. Pošto je izvornu školu u Aleksandriji zatvorio bizantski car Marcijan nakon kalcedonskog Sabora 451. godine, centar učenja koptske crkve postao je samostan sv. Makarija Velikog u Wadi El Natrunu("dolina sode i pepela"), smještenog 90 km sjeverno od Kaira. |
| 18.                                           | Josip Mankarios                               | Youssef Mankarious • Εσείς Markarus • يوسف ماركاريوس ?                             | 1893. – 1918. godine                          | Prvi dekan obnovljene katehetske škole. |
| 19.                                           | Habib Girgis                                  | Habib Girgis • Χάμπιμπ Γκέργκς • حبيب جرجس Kairo, Egipat                           | od V. do XIX. stoljeća                        | dekan katehetske škole u Aleksandriji. Bio je uisto i prvi student u toj školi. |
| 20.                                           | Fr. Ibrahim Attia                             | Ibrahim Attia • ? • إبراهيم عطية ?                                                 | 1951. - ?.                                    | dekan katehetske škole. |
| 21.                                           | Šenuda III.                                   | Nazir Gayed Roufail • Νάζιρ Φαγιάν Ρουφαίλ • نذير جيد روفيل Wadi El Natrun, Egipat | 30. rujna 1962. – 1987.                       | dekan katehetske škole u Aleksandriji koja je postala "koptsko pravoslavno teološko sjemenište"; je ustanova koptske pravoslavne crkve iz Aleksandrije sa sjedištem u Kairu i s ograncima i povezanim sjemeništima širom svijeta. Sjemenište, prema tvrdnjama Kopta, održava kontinuitet s povijesnom kateheskom školom iz Aleksandrije, koja datira iz II. i III. stoljeća, te se otvaranje u 1893. godini smatra kao godina ponovnog uspostavljanja izvorne škole. Pod vodstvom biskupa Šenude, broj studenata koptskog pravoslavnog teološkog sjemeništa se utrostručio. Biskupa Šenudu je 1966. godine suspendirao papa Ćiril VI, uglavnom zbog "kampanje za promjenama" koju su potaknuli Šenuda i njegovi učenici. Te su se kampanje, između ostalog, pozivale na izbore biskupa i svećenika po principu općeg prava glasa, načelo koje je biskup Shenouda kasnije primijenio kada je on postao papa Aleksandrije. Ovaj sukob između pape Ćirila VI. i biskupa Šenude je nešto kasnije bio razriješen. |
| 22.                                           | Grgur                                         | Gregorius • Γρηγόριος • غريغوري ?                                                  | 1987. - danas.                                | dekan koptskog pravoslavnog teološkog sjemeništa. |